# Shellac
Shellac, a vegades anomenat Shellac of North America, és un grup americà format per Steve Albini (guitarra i veus), Bob Weston (baix i veus) i Todd Trainer (percussió i veus). Encara que s'han classificat com post Hardcore es descriuen com a "trio de rock minimalista".

## Història

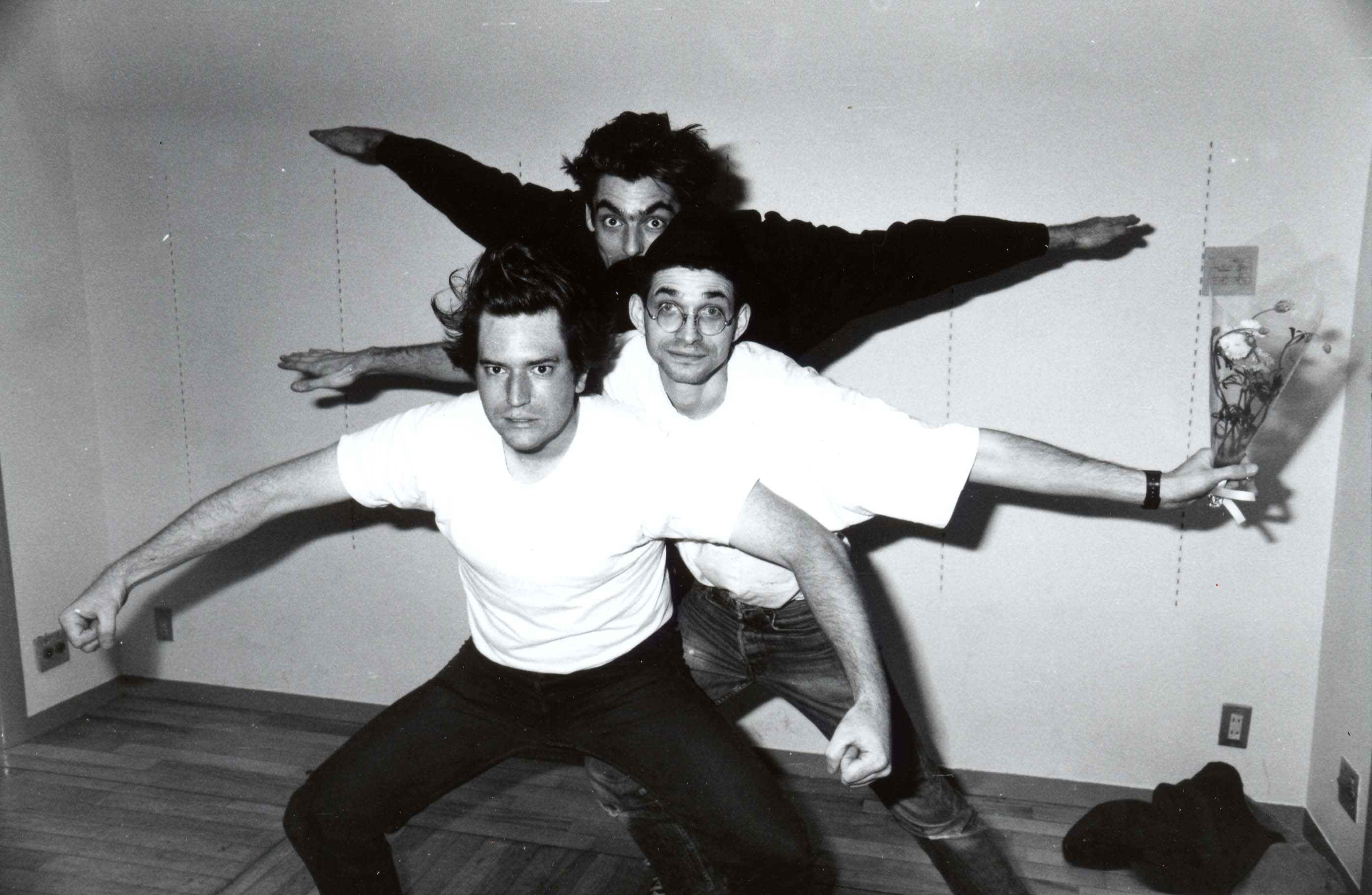
Shellac posant a Shibuya, Japó

Shellac es formà a Chicago, Illinois, el 1992 com a col·laboració informal entre el guitarrista Steve Albini i el bateria Todd Trainer. L'antic baixista de Naked Raygun Camilo Gonzalez assistí als primers assajos i fou l'intèrpret d'una cançó al primer single de Shellac abans que se'ls unís Bob Weston, anteriorment membre dels Volcano Suns de Boston.
Shellac té un so distintiu, minimalista basat en compassos inusuals i urgents, ritmes pesants i repetitius, un so de guitarres “angular”, i les lletres sarcàstiques surrealistes, mordents tant d'Albini com de Weston. Les cançons típicament no tenen la típica estructura de vers/tonada/vers i els arranjaments estan esparsos, al punt on alguns els descriuen com "amelòdics". El so distintiu de Shellac està associat sovint amb el seu entusiasme per a guitarres de Travis Bean vintage, una marca rara d'instruments basats en l'alumini, i el pedal d'efectes "Harmonic Percolator" Interfax. També se sap que Albini utilitza pues de coure i corretges de guitarres úniques que caben al voltant de la cintura més que per sobre de l'espatlla. Tant Weston com Albini són enginyers de so. Prefereixen un so d'enregistrament espars, analògic amb poc o cap mescla, i són meticulosos sobre l'emplaçament de micròfons i l'elecció dels equips. El grup prefereix la intimitat de clubs petits i fa esporàdiques aparicions en espais grans.

## Discografia
- At Action Park (1994)
- The Futurist (1997)
- Terraform (1998)
- 1000 Hurts (2000)
- Excellent Italian Greyhound (2007)
- Dude Incredible (2014)
- The End of Radio (2019)